# أندي غرامر
أندي غرامر (بالإنجليزية: Andy Grammer) هو ملحن وموسيقي ومغني ومغن مؤلف وفنان الشارع أمريكي، ولد في 3 ديسمبر 1983 في لوس أنجلوس في الولايات المتحدة.

## وصلات خارجية
- الموقع الرسمي
- أندي غرامر على موقع IMDb (الإنجليزية)
- أندي غرامر على موقع ميوزك برينز (الإنجليزية)
- أندي غرامر على موقع إن إن دي بي (الإنجليزية)
- أندي غرامر على موقع أول ميوزيك (الإنجليزية)
- أندي غرامر على موقع ديسكوغز (الإنجليزية)
- أندي غرامر على موقع قاعدة بيانات الفيلم (الإنجليزية)